# الحرب الأهلية الإمبراطورية (1314–1325)
الحرب الأهلية الإمبراطورية (1314–1325)؛ كانت نزاعًا داخليًا في الإمبراطورية الرومانية المقدسة نشب عقب الانتخابات المزدوجة للعرش الملكي في أكتوبر 1314، والتي أسفرت عن انتخاب مرشّحين متنافسين هما: لودفيغ البافاري وابن خاله فريدرش الوسيم، لم تُحسم مسألة الشرعية فورًا إذ انقسم الأمراء الناخبون وممالك الإمبراطورية بين الطرفين، مما أدى إلى حرب مفتوحة استمرت حتى عام 1325، حين أفضت المفاوضات إلى تسوية سياسية ومصالحة بين الخصمين في نهاية المطاف.

## خلفية
منذ أوائل القرن الرابع عشر كانت سلالات قوية مثل هابسبورغ ولوكسمبورغ وفيتلسباخ تتنافس على الحكم في الإمبراطورية الرومانية المقدسة، وكان أمراء الناخبون حريصين على عدم السماح لعائلة نبيلة بترسيخ مبادئ ملكية وراثية، فبعد وفاة الإمبراطور هاينريش السابع اللوكسمبورغي في عام 1313، رفضت الهيئة الانتخابية انتخاب ابنه يان ملك بوهيميا وفضلت بدلاً من ذلك فريدرش النمساوي ابن ألبرشت الأول ملك ألمانيا أو ابن عمته لودفيغ البافاري، لكنها انقسمت بين اختيار أحدهما.

### معركة غاملسدورف
شكّلت المعركة خلفية مبكرة للصراع الإمبراطوري اللاحق، واعتُبرت أول مواجهة مباشرة بين الطرفين، وقد كان ذلك بسبب النزاع حول الوصاية على أبناء دوقات بافاريا السفلى الصغار، فبعد احتلال لودفيغ من بافاريا العليا لمدينتي لاندهوت وشتراوبينغ وهما من أبرز مدن بافاريا السفلى، استنجد النبلاء بفريدرخ الذي قاد جيشًا نمساويًا متفوقًا عدديًا، بينما قاد لويس قواته من ميليشيات مدن بافاريا العليا، ألتقى الجيشان في غاملسدورف في 9 نوفمبر 1313، والتي انتصر لودفيغ مما اضطر فريدرخ إلى التنازل عن الوصاية، وأدى إلى إيقاف مؤقت لأطماع هابسبورغ في بافاريا، وقد نتج عن هذا النصر إثارة الضجة داخل الإمبراطورية الرومانية المقدسة وزادت من سمعة الدوق البافاري.

### انتخابات 1314
في عام 1314 شهدت فرانكفورت-ساكسنهاوزن انتخابات مزدوجة للحكم في الإمبراطورية الرومانية المقدسة، ففي 19 أكتوبر حصل فريدرش النمساوي على أربعة أصوات من أصل سبعة، رغم تنافس شديد حيث انتُخب بدعم رئيس أساقفة كولونيا وناخب بالاتينات الذي كان شقيق لودفيغ ولم يرغب في دعمه، بالإضافة إلى هاينريش ملك بوهيميا المخلوع، الذي أطاح به عديله يانغ نجل الإمبراطور الراحل منذ 1310 والذي كان متزوجًا من إليزابيتا البوهيمية، وكما أن وفاة زوجته آنا الابنة الكبرى لوالده فاتسلاف الثاني ملك بوهيميا، دون ذرية، أفقدته شرعيته على التاج البوهيمي، لكنه احتفظ ببعض الأراضي الوراثية التي مكنته من ممارسة سلطته عليها، وكان في الأصل "خال فريدرش"، وكذلك نال دعم ابن عمته رودولف الأول دوق ساكس-فيتنبرغ باعتباره منافساً دوق ساكس-لاونبورغ رئيس الأسرة.
ولكن في اليوم التالي وبسبب عدم مشاركة آل لوكسمبورغ في هذه الانتخابات تم رفض نتائجها، فبناءً على تحريض رئيس أساقفة ماينتس الذي كان يعارض صعود أسرة هابسبورغ، أُجريت انتخابات ثانية، حيث انتُخب لودفيغ البافاري بدعم خمسة أصوات: شملت صوت ناخب ماينتس نفسه، ورئيس أساقفة ترير الذي كان فرداً في أسرة لوكسمبورغ، إضافة إلى مارغريف براندنبورغ ويوهان الثاني، دوق ساكسونيا-لاونبورغ من أسرة أسكانيا، من الجدير بالذكر أن يوهان عارض قريبَه رودولف الأول بشأن حقه الانتخابي باعتباره ناخب ساكسونيا، وكما دعم الملك يانغ اللوكسمبورغي والمتزوج من إليزابيتا ابنة الملك الراحل هذه الانتخابات، حيث كانت شقيقتها الكبرى آنا قد توفيت في 1313.
أسفرت هذه الانتخابات المزدوجة عن صراع طويل واشتباكات عنيفة بين الطرفين، سعى خلالها كل منهما لكسب دعم ولايات الإمبراطورية، وفي الوقت ذاته اضطر لودفيغ لتسوية نزاع داخلي مع شقيقه كونت بالاتينات رودولف الأول، الذي صوت ضده في الانتخابات، وانتهى النزاع بوفاة رودولف عام 1319، وأما فريدرش فواصل حملاته على بافاريا، مدمرًا دوقية لودفيغ عدة مرات دون أن يواجه مقاومة تُذكر.

## معركة مولدورف
في عام 1322 تحالف فريدرخ مع أسقف باساو ورئيس أساقفة زالتسبورغ، وقد التقت قواتهم المسلحة في 24 سبتمبر قرب مدينة مولدورف الواقعة على نهر إن، حيث كان فريدرخ ينتظر وصول تعزيزات من النمسا الخارجية بقيادة شقيقه ليوبولد.
إلا أن المعركة لم تسر على ما يرام بالنسبة للنمساويين، فقد أقام لودفيغ تحالفًا مع يانغ ملك بوهيميا والبورغريف فريدرش الرابع من نورنبرغ، وفي 28 سبتمبر وصل إلى مولدورف على رأس جيش كبير، ضم 1800 فارسًا و500 إلى 600 من الرماة المجريين على صهوة الجياد، وخلال هذا مُنعت قوات الدعم التابعة لليوبولد من الوصول إلى ساحة المعركة في الوقت المناسب، ورغم سوء الوضع العسكري، وافق فريدرخ على مواجهة فرسان لودفيغ فورًا، وقد هُزم جيش فريدرخ أمام قوات لودفيغ المتفوقة عددًا، مع خسائر كبيرة في كلا الجانبين، أُسر أكثر من ألف من النبلاء القادمين من النمسا وزالتسبورغ، وكان من بين الأسرى فريدرخ نفسه وشقيقه الأصغر هاينريش اللطيف.

## أسر فريدرخ
بعد الهزيمة الحاسمة التي لحقت بفريدرخ النمساوي جراء معركة مولدورف تم أسره مع شقيقه الأصغر هاينريش اللطيف على يد لودفيغ الرابع البافاري، دخل الصراع على العرش الإمبراطوري مرحلة أكثر تعقيدًا. أُودِع فريدرخ سجنًا في ميونيخ، بينما استمر شقيقه ليوبولد في المقاومة العسكرية من معاقل آل هابسبورغ في النمسا الخارجية، رافضًا الاعتراف باعتبار ابن عمته لودفيغ الحاكم الأوحد، في هذا السياق فقد فرض البابا الحظر على لودفيغ عام 1324، معتبرًا انتخابه غير قانوني لعدم حصوله على الموافقة البابوية، كانت استمرارية أسر فريدرخ بمثابة ورقة ضغط سياسية تدعم موقف البابا، من خلال إضعاف شرعية لودفيغ الذي لم ينل مصادقة الكنيسة، أما يانغ ملك بوهيميا فقد بدأ بتراجع تدريجي عن دعم لودفيغ، بعد أن كان قد شاركه في المعركة، ما أدّى إلى إضعاف موقع لودفيغ وتحالفه مع آل لوكسمبورغ، وكما سعى الملك يانغ باعتباره ابن الإمبراطور الراحل هاينريش السابع وصهر ملك بوهيميا، إلى استغلال النزاع لتعزيز نفوذه، وكان يرى نفسه الوريث الطبيعي للعرش الإمبراطوري، فقاوم أي تسوية تمنح شرعية للودفيغ أو لفريدرخ.

## معاهدة ترايتشتاين
في عام 1325 نتج عن هذه الضغوط السياسية والعسكرية توقيع "معاهدة ترايتشتاين" والتي بموجبها أُطلق سراح فريدرخ مقابل اعترافه بلودفيغ ملكًا للرومان، وأيضا تعهد بإقناع شقيقه الأصغر ليوبولد بامتثال له، وإذ لم ينجح سيعود إلى الأسر، ولكن ليولولد أبى ذلك واستمر في عناده.

## المصالحة
نظرًا لعدم تمكن فريدرخ من إقناع شقيقه ليوبولد الذي استمر في المقاومة حتى وفاته، عاد فريدرخ إلى ميونيخ مرة أخرى باعتباره أسير رغم أن البابا كان قد عفى عنه من قسمه الذي أده أثناء المعاهدة، وقد أبدى ابن عمته لودفيغ إعجابه بهذه اللفتة النبيلة من فريدرخ، فأعاد تجديد الصداقة القديمة التي كانت بينهما قبل الحرب، واتفقا على حكم مشترك للإمبراطورية الرومانية المقدسة، ولكن البابا والأمراء الناخبون اعترضوا على ذلك، ولكن لودفيغ تجاهل ذلك وقام بتوقيع معاهدة جديدة في أولم بتاريخ 7 يناير 1326 والتي قضت بأن يحكم فريدرخ ألمانيا كملك، وأخيراً توج لودفيغ إمبراطورًا عام 1328.
منذ وفاة ليوبولد عام 1326 انسحب فريدرخ من حكم ألمانيا، وحصر حكمه على أراضي الوراثية النمسا وستيريا وتوفي في 13 يناير 1330، وبذلك أصبح لودفيغ البافاري الحاكم الأوحد للإمبراطورية، غير أن سياساته الداخلية والخارجية أثارت عداء البابا، كما أنه واجه لاحقًا تحديًا من كارل الرابع من أسرة لوكسمبورغ، نجل خصمه السابق الملك يان ملك بوهيميا، الذي نازعه الحكم.